# آلساندرو دوناتی
آلساندرو دوناتی (ایتالیایی: Alessandro Donati؛ زادهٔ ۸ مهٔ ۱۹۷۹) دوچرخه‌سوار اهل ایتالیا است. وی در مسابقات جیرو دیتالیا شرکت کرده است.